# Mohamed Abdel-Shafy
Mohamed Abdel-Shafy (in arabo محمد عبد الشافي‎?; Il Cairo, 1º luglio 1985) è un ex calciatore egiziano, di ruolo difensore.

## Caratteristiche tecniche
Terzino sinistro - adattabile in caso di necessità ad esterno alto - abile a svolgere entrambe le fasi di gioco. In possesso di una notevole resistenza, tra le sue doti spiccano la corsa e la precisione nei cross.

## Carriera

### Club
Esordisce tra i professionisti - tra le file del Ghazl El-Mehalla - il 4 agosto 2006 contro lo Zamalek, disputando la gara per intero. Il 14 giugno 2009 viene tesserato dallo Zamalek, legandosi ai Cavalieri Bianchi per cinque stagioni.
Il 29 settembre 2014 lascia lo Zamalek - di cui era diventato un titolare inamovibile lungo la fascia - dopo sei stagioni, passando in prestito oneroso per 1.2 milioni di dollari all'Al-Ahli, in Arabia Saudita. Il 5 luglio 2015 l'accordo diventa permanente e il calciatore si lega alla società per mezzo di un triennale.
Nonostante alcuni problemi al ginocchio, il suo contributo risulta decisivo nella vittoria del titolo e della Coppa dei Campioni Saudita, double storico nel calcio saudita. A questo successo segue quello della Supercoppa.
Il 4 gennaio 2018 passa in prestito all'Al-Fateh. Il 31 luglio 2019 torna allo Zamalek a parametro zero, firmando un accordo valido fino al 2022.

### Nazionale
Esordisce con i Faraoni - da titolare - il 29 dicembre 2009 in Egitto-Malawi (1-1), lasciando il terreno di gioco al 57' per far spazio a Sayed Moawad. Prende quindi parte alla Coppa d'Africa 2010. Riserva di Moawad, nel corso della manifestazione - poi vinta dagli egiziani - coprirà un ruolo marginale, subentrando spesso a partita in corso.
Il 4 gennaio 2017 il CT Héctor Cúper lo inserisce nella lista dei 23 convocati che prenderanno parte alla Coppa d'Africa 2017. L'Egitto viene sconfitto in finale 2-1 dal Camerun. Il 4 giugno 2018 viene incluso nella lista dei 23 convocati per il campionato del mondo 2018. Prende parte da titolare ai tre incontri della fase a gironi, al termine della quale l'Egitto viene l'eliminato dalla competizione.

## Statistiche

### Presenze e reti nei club
Statistiche aggiornate al 15 dicembre 2024.
| Stagione                | Squadra                 | Campionato              | Campionato | Campionato | Coppe nazionali | Coppe nazionali | Coppe nazionali | Coppe continentali | Coppe continentali | Coppe continentali | Altre coppe | Altre coppe | Altre coppe | Totale | Totale |
| Stagione                | Squadra                 | Comp                    | Pres       | Reti       | Comp            | Pres            | Reti            | Comp               | Pres               | Reti               | Comp        | Pres        | Reti        | Pres   | Reti   |
| ----------------------- | ----------------------- | ----------------------- | ---------- | ---------- | --------------- | --------------- | --------------- | ------------------ | ------------------ | ------------------ | ----------- | ----------- | ----------- | ------ | ------ |
| 2005-2006               | Ghazl El-Mehalla        | PL                      | 0          | 0          | CE              | 0               | 0               | -                  | -                  | -                  | -           | -           | -           | 0      | 0      |
| 2006-2007               | Ghazl El-Mehalla        | PL                      | 28         | 0          | CE              | 0               | 0               | -                  | -                  | -                  | -           | -           | -           | 28     | 0      |
| 2007-2008               | Ghazl El-Mehalla        | PL                      | 27         | 3          | CE              | 0               | 0               | -                  | -                  | -                  | -           | -           | -           | 27     | 3      |
| 2008-2009               | Ghazl El-Mehalla        | PL                      | 28         | 0          | CE              | 1               | 0               | -                  | -                  | -                  | -           | -           | -           | 29     | 0      |
| Totale Ghazl El-Mehalla | Totale Ghazl El-Mehalla | Totale Ghazl El-Mehalla | 83         | 3          |                 | 1               | 0               |                    | -                  | -                  |             | -           | -           | 84     | 3      |
| 2009-2010               | Zamalek                 | PL                      | 25         | 1          | CE              | 2               | 0               | -                  | -                  | -                  | -           | -           | -           | 27     | 1      |
| 2010-2011               | Zamalek                 | PL                      | 30         | 2          | CE              | 5               | 1               | CCL                | 4                  | 0                  | -           | -           | -           | 39     | 3      |
| 2011-2012               | Zamalek                 | PL                      | 10         | 0          | -               | -               | -               | CCL                | 10                 | 0                  | -           | -           | -           | 20     | 0      |
| 2012-2013               | Zamalek                 | PL                      | 14         | 2          | CE              | 4               | 0               | CCL                | 12                 | 0                  | -           | -           | -           | 30     | 2      |
| 2013-2014               | Zamalek                 | PL                      | 19+3       | 2          | CE              | 4               | 0               | CCL                | 12                 | 1                  | -           | -           | -           | 38     | 3      |
| set. 2014               | Zamalek                 | PL                      | 3          | 1          | CE              | 0               | 0               | CC                 | 0                  | 0                  | SE          | 1           | 0           | 4      | 1      |
| set. 2014-2015          | Al-Ahli                 | SPL                     | 17         | 0          | CPC+KC          | 4+1             | 0               | ACL                | 8                  | 0                  | -           | -           | -           | 30     | 0      |
| 2015-2016               | Al-Ahli                 | SPL                     | 14         | 0          | CPC+KC          | 2+3             | 0               | ACL                | 2                  | 0                  | -           | -           | -           | 21     | 0      |
| 2016-2017               | Al-Ahli                 | SPL                     | 19         | 0          | CPC+KC          | 1+3             | 0               | ACL                | 10                 | 0                  | SA          | 1           | 0           | 34     | 0      |
| 2017-gen. 2018          | Al-Ahli                 | SPL                     | 2          | 0          | KC              | 1               | 0               | ACL                | 0                  | 0                  | -           | -           | -           | 3      | 0      |
| gen.-giu. 2018          | Al-Fateh                | SPL                     | 9          | 0          | KC              | 1               | 0               | -                  | -                  | -                  | -           | -           | -           | 10     | 0      |
| 2018-2019               | Al-Ahli                 | SPL                     | 22         | 0          | KC              | 3               | 0               | ACL                | 0                  | 0                  | -           | -           | -           | 25     | 0      |
| Totale Al-Ahli          | Totale Al-Ahli          | Totale Al-Ahli          | 74         | 0          |                 | 18              | 0               |                    | 20                 | 0                  |             | 1           | 0           | 113    | 0      |
| 2019-2020               | Zamalek                 | PL                      | 14         | 0          | CE+CE           | 2+0             | 0               | CCL                | 8                  | 0                  | SE+SE+SA    | 1+1+1       | 0           | 27     | 0      |
| 2020-2021               | Zamalek                 | PL                      | 12         | 1          | CE              | 3               | 0               | CCL                | 1                  | 0                  | -           | -           | -           | 16     | 1      |
| 2021-2022               | Zamalek                 | PL                      | 15         | 0          | CE              | 2               | 0               | CCL                | 3                  | 0                  | SE          | 0           | 0           | 20     | 0      |
| 2022-2023               | Zamalek                 | PL                      | 8          | 0          | CE              | 0               | 0               | CCL                | 5                  | 0                  | -           | -           | -           | 13     | 0      |
| 2023-2024               | Zamalek                 | PL                      | 4          | 0          | CE              | 0               | 0               | ACC+CC             | 0+4                | 0                  | -           | -           | -           | 8      | 0      |
| 2024-2025               | Zamalek                 | PL                      | 0          | 0          | CE              | 0               | 0               | CC                 | 0                  | 0                  | SE+SA       | 0           | 0           | 0      | 0      |
| Totale Zamalek          | Totale Zamalek          | Totale Zamalek          | 157        | 9          |                 | 22              | 1               |                    | 59                 | 1                  |             | 4           | 0           | 242    | 11     |
| Totale carriera         | Totale carriera         | Totale carriera         | 323        | 12         |                 | 42              | 1               |                    | 79                 | 1                  |             | 5           | 0           | 449    | 14     |

### Cronologia presenze e reti in Nazionale
| Cronologia completa delle presenze e delle reti in nazionale ― Egitto | Cronologia completa delle presenze e delle reti in nazionale ― Egitto | Cronologia completa delle presenze e delle reti in nazionale ― Egitto | Cronologia completa delle presenze e delle reti in nazionale ― Egitto | Cronologia completa delle presenze e delle reti in nazionale ― Egitto | Cronologia completa delle presenze e delle reti in nazionale ― Egitto | Cronologia completa delle presenze e delle reti in nazionale ― Egitto | Cronologia completa delle presenze e delle reti in nazionale ― Egitto |
| Data                                                                  | Città                                                                 | In casa                                                               | Risultato                                                             | Ospiti                                                                | Competizione                                                          | Reti                                                                  | Note                                                                  |
| --------------------------------------------------------------------- | --------------------------------------------------------------------- | --------------------------------------------------------------------- | --------------------------------------------------------------------- | --------------------------------------------------------------------- | --------------------------------------------------------------------- | --------------------------------------------------------------------- | --------------------------------------------------------------------- |
| 29-12-2009                                                            | Il Cairo                                                              | Egitto                                                                | 1 – 1                                                                 | Malawi                                                                | Amichevole                                                            | -                                                                     | 57’                                                                   |
| 4-1-2010                                                              | Dubai                                                                 | Egitto                                                                | 1 – 0                                                                 | Mali                                                                  | Amichevole                                                            | -                                                                     | 75’                                                                   |
| 12-1-2010                                                             | Benguela                                                              | Egitto                                                                | 3 – 1                                                                 | Nigeria                                                               | Coppa d'Africa 2010 - 1º turno                                        | -                                                                     | 84’                                                                   |
| 20-1-2010                                                             | Benguela                                                              | Egitto                                                                | 2 – 0                                                                 | Benin                                                                 | Coppa d'Africa 2010 - 1º turno                                        | -                                                                     |                                                                       |
| 25-1-2010                                                             | Benguela                                                              | Egitto                                                                | 3 – 1 dts                                                             | Camerun                                                               | Coppa d'Africa 2010 - Quarti di finake                                | -                                                                     | 118’                                                                  |
| 28-1-2010                                                             | Benguela                                                              | Algeria                                                               | 0 – 4                                                                 | Egitto                                                                | Coppa d'Africa 2010 - Semifinale                                      | 1                                                                     | 78’                                                                   |
| 31-1-2010                                                             | Luanda                                                                | Ghana                                                                 | 0 – 1                                                                 | Egitto                                                                | Coppa d'Africa 2010 - Finale                                          | -                                                                     | 57’                                                                   |
| 3-3-2010                                                              | Londra                                                                | Inghilterra                                                           | 3 – 1                                                                 | Egitto                                                                | Amichevole                                                            | -                                                                     | 76’                                                                   |
| 11-8-2010                                                             | Il Cairo                                                              | Egitto                                                                | 6 – 3                                                                 | RD del Congo                                                          | Amichevole                                                            | -                                                                     | 60’                                                                   |
| 10-10-2010                                                            | Bangui                                                                | Niger                                                                 | 1 – 0                                                                 | Egitto                                                                | Qual. Coppa d'Africa 2012                                             | -                                                                     |                                                                       |
| 16-12-2010                                                            | Doha                                                                  | Qatar                                                                 | 2 – 1                                                                 | Egitto                                                                | Amichevole                                                            | -                                                                     | 81’                                                                   |
| 9-1-2011                                                              | Il Cairo                                                              | Egitto                                                                | 1 – 0                                                                 | Uganda                                                                | Amichevole                                                            | -                                                                     | 84’                                                                   |
| 27-2-2012                                                             | Doha                                                                  | Egitto                                                                | 5 – 0                                                                 | Kenya                                                                 | Amichevole                                                            | -                                                                     |                                                                       |
| 29-3-2012                                                             | Omdurman                                                              | Egitto                                                                | 2 – 1                                                                 | Uganda                                                                | Amichevole                                                            | -                                                                     |                                                                       |
| 12-4-2012                                                             | Dubai                                                                 | Egitto                                                                | 3 – 2                                                                 | Nigeria                                                               | Amichevole                                                            | -                                                                     | 46’                                                                   |
| 17-4-2012                                                             | Dubai                                                                 | Iraq                                                                  | 0 – 0                                                                 | Egitto                                                                | Amichevole                                                            | -                                                                     |                                                                       |
| 20-5-2012                                                             | Omdurman                                                              | Egitto                                                                | 2 – 1                                                                 | Camerun                                                               | Amichevole                                                            | -                                                                     |                                                                       |
| 1-6-2012                                                              | Alessandria d'Egitto                                                  | Egitto                                                                | 2 – 0                                                                 | Mozambico                                                             | Qual. Mondiali 2014                                                   | -                                                                     |                                                                       |
| 10-6-2012                                                             | Conakry                                                               | Guinea                                                                | 2 – 3                                                                 | Egitto                                                                | Qual. Mondiali 2014                                                   | -                                                                     |                                                                       |
| 15-6-2012                                                             | Alessandria d'Egitto                                                  | Egitto                                                                | 2 – 3                                                                 | Rep. Centrafricana                                                    | Qual. Coppa d'Africa 2013                                             | -                                                                     |                                                                       |
| 12-10-2012                                                            | Dubai                                                                 | Egitto                                                                | 3 – 0                                                                 | Rep. del Congo                                                        | Amichevole                                                            | -                                                                     |                                                                       |
| 16-10-2012                                                            | Abu Dhabi                                                             | Egitto                                                                | 0 – 1                                                                 | Tunisia                                                               | Amichevole                                                            | -                                                                     | 46’                                                                   |
| 14-11-2012                                                            | Tbilisi                                                               | Georgia                                                               | 0 – 0                                                                 | Egitto                                                                | Amichevole                                                            | -                                                                     |                                                                       |
| 28-12-2012                                                            | Doha                                                                  | Qatar                                                                 | 0 – 2                                                                 | Egitto                                                                | Amichevole                                                            | -                                                                     | 46’                                                                   |
| 10-1-2013                                                             | Abu Dhabi                                                             | Ghana                                                                 | 3 – 0                                                                 | Egitto                                                                | Amichevole                                                            | -                                                                     | 67’                                                                   |
| 14-1-2013                                                             | Abu Dhabi                                                             | Costa d'Avorio                                                        | 4 – 2                                                                 | Egitto                                                                | Amichevole                                                            | -                                                                     | 89’                                                                   |
| 22-3-2013                                                             | Alessandria d'Egitto                                                  | Egitto                                                                | 10 – 0                                                                | eSwatini                                                              | Amichevole                                                            | -                                                                     | 46’                                                                   |
| 30-9-2013                                                             | Il Cairo                                                              | Egitto                                                                | 2 – 0                                                                 | Uganda                                                                | Amichevole                                                            | -                                                                     |                                                                       |
| 2-10-2013                                                             | Il Cairo                                                              | Egitto                                                                | 3 – 0                                                                 | Uganda                                                                | Amichevole                                                            | 1                                                                     |                                                                       |
| 14-11-2013                                                            | Il Cairo                                                              | Egitto                                                                | 2 – 0                                                                 | Zambia                                                                | Amichevole                                                            | -                                                                     | 74’                                                                   |
| 19-11-2013                                                            | Il Cairo                                                              | Egitto                                                                | 2 – 1                                                                 | Ghana                                                                 | Qual. Mondiali 2014                                                   | -                                                                     |                                                                       |
| 30-5-2014                                                             | Santiago del Cile                                                     | Cile                                                                  | 3 – 2                                                                 | Egitto                                                                | Amichevole                                                            | -                                                                     |                                                                       |
| 10-9-2014                                                             | Il Cairo                                                              | Egitto                                                                | 0 – 1                                                                 | Tunisia                                                               | Qual. Coppa d'Africa 2015                                             | -                                                                     |                                                                       |
| 10-10-2014                                                            | Gaborone                                                              | Botswana                                                              | 0 – 2                                                                 | Egitto                                                                | Qual. Coppa d'Africa 2015                                             | -                                                                     |                                                                       |
| 15-10-2014                                                            | Il Cairo                                                              | Egitto                                                                | 2 – 0                                                                 | Botswana                                                              | Qual. Coppa d'Africa 2015                                             | -                                                                     |                                                                       |
| 8-6-2015                                                              | Alessandria d'Egitto                                                  | Egitto                                                                | 2 – 1                                                                 | Malawi                                                                | Amichevole                                                            | -                                                                     | 56’                                                                   |
| 14-6-2015                                                             | Alessandria d'Egitto                                                  | Egitto                                                                | 3 – 0                                                                 | Tanzania                                                              | Qual. Coppa d'Africa 2017                                             | -                                                                     |                                                                       |
| 6-9-2015                                                              | N'Djamena                                                             | Ciad                                                                  | 1 – 5                                                                 | Egitto                                                                | Qual. Coppa d'Africa 2017                                             | -                                                                     |                                                                       |
| 11-10-2015                                                            | Abu Dhabi                                                             | Egitto                                                                | 3 – 0                                                                 | Zambia                                                                | Amichevole                                                            | -                                                                     | Cap.                                                                  |
| 4-6-2016                                                              | Dar es Salaam                                                         | Tanzania                                                              | 0 – 2                                                                 | Egitto                                                                | Qual. Coppa d'Africa 2017                                             | -                                                                     |                                                                       |
| 6-9-2016                                                              | Johannesburg                                                          | Sudafrica                                                             | 1 – 0                                                                 | Egitto                                                                | Amichevole                                                            | -                                                                     |                                                                       |
| 9-10-2016                                                             | Brazzaville                                                           | Rep. del Congo                                                        | 1 – 2                                                                 | Egitto                                                                | Qual. Mondiali 2018                                                   | -                                                                     |                                                                       |
| 13-11-2016                                                            | Alessandria d'Egitto                                                  | Egitto                                                                | 2 – 0                                                                 | Ghana                                                                 | Qual. Mondiali 2018                                                   | -                                                                     |                                                                       |
| 17-1-2017                                                             | Port-Gentil                                                           | Mali                                                                  | 0 – 0                                                                 | Egitto                                                                | Coppa d'Africa 2017 - 1º turno                                        | -                                                                     |                                                                       |
| 21-1-2017                                                             | Port-Gentil                                                           | Egitto                                                                | 1 – 0                                                                 | Uganda                                                                | Coppa d'Africa 2017 - 1º turno                                        | -                                                                     |                                                                       |
| 28-3-2017                                                             | Alessandria d'Egitto                                                  | Egitto                                                                | 3 – 0                                                                 | Togo                                                                  | Amichevole                                                            | -                                                                     | 72’                                                                   |
| 11-6-2017                                                             | Radès                                                                 | Tunisia                                                               | 1 – 0                                                                 | Egitto                                                                | Qual. Coppa d'Africa 2019                                             | -                                                                     |                                                                       |
| 31-8-2017                                                             | Kampala                                                               | Uganda                                                                | 1 – 0                                                                 | Egitto                                                                | Qual. Mondiali 2018                                                   | -                                                                     |                                                                       |
| 5-9-2017                                                              | Alessandria d'Egitto                                                  | Egitto                                                                | 1 – 0                                                                 | Uganda                                                                | Qual. Mondiali 2018                                                   | -                                                                     |                                                                       |
| 8-10-2017                                                             | Alessandria d'Egitto                                                  | Egitto                                                                | 2 – 1                                                                 | Rep. del Congo                                                        | Qual. Mondiali 2018                                                   | -                                                                     |                                                                       |
| 23-3-2018                                                             | Zurigo                                                                | Portogallo                                                            | 2 – 1                                                                 | Egitto                                                                | Amichevole                                                            | -                                                                     |                                                                       |
| 1-6-2018                                                              | Bergamo                                                               | Egitto                                                                | 0 – 0                                                                 | Colombia                                                              | Amichevole                                                            | -                                                                     |                                                                       |
| 6-6-2018                                                              | Bruxelles                                                             | Belgio                                                                | 3 – 0                                                                 | Egitto                                                                | Amichevole                                                            | -                                                                     |                                                                       |
| 15-6-2018                                                             | Ekaterinburg                                                          | Egitto                                                                | 0 – 1                                                                 | Uruguay                                                               | Mondiali 2018 - 1º turno                                              | -                                                                     |                                                                       |
| 19-6-2018                                                             | San Pietroburgo                                                       | Russia                                                                | 3 – 1                                                                 | Egitto                                                                | Mondiali 2018 - 1º turno                                              | -                                                                     |                                                                       |
| 25-6-2018                                                             | Volgograd                                                             | Arabia Saudita                                                        | 2 – 1                                                                 | Egitto                                                                | Mondiali 2018 - 1º turno                                              | -                                                                     |                                                                       |
| Totale                                                                |                                                                       | Presenze                                                              | 57                                                                    |                                                                       | Reti                                                                  | 2                                                                     |                                                                       |

## Palmarès

### Club

#### Competizioni nazionali
- Campionato egiziano: 2

Zamalek: 2020-2021, 2021-2022
- Coppa d'Egitto: 4

Zamalek: 2012-2013, 2013-2014, 2018-2019, 2020-2021
- Supercoppa d'Egitto: 1

Zamalek: 2019
- Campionato saudita: 1

Al-Ahli: 2015-2016
- Coppa della Corona del Principe saudita: 1

Al-Ahli: 2014-2015
- King Cup of Champions: 1

Al-Ahli: 2016
- Supercoppa di Arabia Saudita: 1

Al-Ahli: 2016

#### Competizioni internazionali
- Coppa della Confederazione CAF: 1

Zamalek: 2023-2024
- Supercoppa CAF: 2

Zamalek: 2020, 2024

### Nazionale
- Coppa d'Africa: 1

Egitto 2010